# San Juan Ostuncalco
San Juan Ostuncalco («San Juan»: en honor a su santo patrono Juan el Bautista) es un municipio del departamento de Quetzaltenango, localizado a 14 km de la ciudad de Quetzaltenango y a 212 km de la Ciudad de Guatemala en la República de Guatemala.
Durante la época colonial fue una doctrina a cargo de los frailes mercedarios, hasta que estos cedieron todas sus doctrinas al clero secular en 1754, lo que lo convirtió en un curato.
Tras la Independencia de Centroamérica en 1821, Ostuncalco fue parte del departamento Quezaltenango/Soconusco, y en 1838 pasó al Estado de Los Altos, el cual fue aprobado por el Congreso de la República Federal de Centro América en ese mismo año. En el nuevo estado hubo constantes revueltas campesinas y tensión con Guatemala, hasta que las hostilidades estallaron en 1840, y el general conservador mestizo Rafael Carrera recuperó la región para Guatemala.
En el siglo xxi el municipio se incorporó a la Mancomunidad Metrópoli de los Altos, una entidad que involucra a varios municipios de los departamentos de Quetzaltenango y Totonicapán y que promueve el desarrollo sostenible de los mismos a mediano y largo plazo.

## Demografía
Según el censo de 2018 el total de la Población de la Villa de Ostuncalco era de 60,118 habitantes, de los cuales el 60% está localizada en el área rural y el 40% en el área urbana.  De esta población el 45% son hombres y el 55% son mujeres y en relación con el grupo étnico al que pertenecen, el 85% es Indígena y el 14% es ladino o mestizo. La mayoría de la población indígena está localizada en el área rural, distribuidos en los 47 centros poblados, mientras que la población No Indígena se encuentra concentrada en su mayoría en el área urbana del municipio.

## Geografía física
San Juan Ostuncalco está localizado a 215 km de la Ciudad de Guatemala y a 14 km de la cabecera departamental, Quetzaltenango con la que se comunica por medio de la Ruta Interamericana N.º. CA 1 carretera asfaltada transitable todo el año, que de Guatemala conduce a la frontera con México. 
La extensión del término municipal es de 109 km², con una densidad poblacional de 288 habitantes por kilómetro cuadrado. Se encuentra a una altura que va desde 1.800 hasta 3.200 msnm. El municipio cuenta con: una villa con cuatro zonas urbanas, diecinueve aldeas, veintiséis caseríos, una Parcela y diez Fincas.

### Clima
Con un clima que varía según la región, el municipio cuenta con tres regiones climáticas que son: la parte de la zona altiplanica de 2,000 a 2,500 msnm está dentro de la región CWBg, mayor de 2,500 msnm corresponde a la región CWBgn y la zona bocacosta menor de 2,000 msnm que pertenece a la región AW"I. Y se manifiestan dos estaciones claramente definidas, seca y lluviosa. El municipio tiene elevaciones que oscilan entre 2,257 y 2,750 msnm.
La cabecera municipal de San Juan Ostuncalco tiene clima templado (Köppen: Cwb).
| Parámetros climáticos promedio de San Juan Ostuncalco | Parámetros climáticos promedio de San Juan Ostuncalco | Parámetros climáticos promedio de San Juan Ostuncalco | Parámetros climáticos promedio de San Juan Ostuncalco | Parámetros climáticos promedio de San Juan Ostuncalco | Parámetros climáticos promedio de San Juan Ostuncalco | Parámetros climáticos promedio de San Juan Ostuncalco | Parámetros climáticos promedio de San Juan Ostuncalco | Parámetros climáticos promedio de San Juan Ostuncalco | Parámetros climáticos promedio de San Juan Ostuncalco | Parámetros climáticos promedio de San Juan Ostuncalco | Parámetros climáticos promedio de San Juan Ostuncalco | Parámetros climáticos promedio de San Juan Ostuncalco | Parámetros climáticos promedio de San Juan Ostuncalco |
| Mes                                                   | Ene.                                                  | Feb.                                                  | Mar.                                                  | Abr.                                                  | May.                                                  | Jun.                                                  | Jul.                                                  | Ago.                                                  | Sep.                                                  | Oct.                                                  | Nov.                                                  | Dic.                                                  | Anual                                                 |
| ----------------------------------------------------- | ----------------------------------------------------- | ----------------------------------------------------- | ----------------------------------------------------- | ----------------------------------------------------- | ----------------------------------------------------- | ----------------------------------------------------- | ----------------------------------------------------- | ----------------------------------------------------- | ----------------------------------------------------- | ----------------------------------------------------- | ----------------------------------------------------- | ----------------------------------------------------- | ----------------------------------------------------- |
| Temp. máx. media (°C)                                 | 17.0                                                  | 17.6                                                  | 19.2                                                  | 20.3                                                  | 19.8                                                  | 19.0                                                  | 18.8                                                  | 19.2                                                  | 18.6                                                  | 17.9                                                  | 18.0                                                  | 17.3                                                  | 18.6                                                  |
| Temp. media (°C)                                      | 9.5                                                   | 10.1                                                  | 11.6                                                  | 13.3                                                  | 14.2                                                  | 14.2                                                  | 13.9                                                  | 13.6                                                  | 13.7                                                  | 12.9                                                  | 11.7                                                  | 10.5                                                  | 12.4                                                  |
| Temp. mín. media (°C)                                 | 2.1                                                   | 2.6                                                   | 4.0                                                   | 6.3                                                   | 8.7                                                   | 9.4                                                   | 9.0                                                   | 8.1                                                   | 8.9                                                   | 8.0                                                   | 5.4                                                   | 3.8                                                   | 6.4                                                   |
| Precipitación total (mm)                              | 4                                                     | 5                                                     | 14                                                    | 48                                                    | 180                                                   | 243                                                   | 184                                                   | 194                                                   | 265                                                   | 165                                                   | 22                                                    | 7                                                     | 1331                                                  |
| Fuente: Climate-Data.org                              |                                                       |                                                       |                                                       |                                                       |                                                       |                                                       |                                                       |                                                       |                                                       |                                                       |                                                       |                                                       |                                                       |

### Ubicación geográfica
El Municipio de Ostuncalco está rodeado por municipios del departamento de Quetzaltenango, excepto al oeste en que colinda con municipios del departamento de San Marcos:
Sus colindancias son:
- Norte: Cajolá, Palestina de los Altos, San Miguel Sigüilá y San Carlos Sija
- Sur: Concepción Chiquirichapa y San Martín Sacatepéquez
- Este: San Mateo
- Oeste: San Pedro Sacatepéquez, El Quetzal y San Cristóbal Cucho del departamento de San Marcos[9]

|                                                                                                | Norte: Cajolá, Palestina de los Altos, San Miguel Sigüilá y San Carlos Sija |                 |
| Oeste: San Pedro Sacatepéquez, El Quetzal y San Cristóbal Cucho del departamento de San Marcos |                                                                             | Este: San Mateo |
|                                                                                                | Sur: Concepción Chiquirichapa y San Martín Sacatepéquez                     |                 |

## Gobierno municipal
Los municipios se encuentran regulados en diversas leyes de la República, que establecen su forma de organización, lo relativo a la conformación de sus órganos administrativos y los tributos destinados para los mismos.  Aunque se trata de entidades autónomas, se encuentran sujetos a la legislación nacional y las principales leyes que los rigen desde 1985 son:
| N.º | Ley                                                | Descripción |
| --- | -------------------------------------------------- | --- |
| 1   | Constitución Política de la República de Guatemala | Tiene una regulación legal específica para los municipios en los artículos 253 al 262. |
| 2   | Ley Electoral y de Partidos Políticos              | Ley de carácter constitucional aplicable a los municipios en el tema de la conformación de sus autoridades electas. |
| 3   | Código Municipal                                   | Decreto 12-2002 del Congreso de la República de Guatemala. Tiene la categoría de ley ordinaria y contiene preceptos generales aplicables a todos los municipios, e inclusive contiene legislación referente a la creación de los municipios.             |
| 4   | Ley de Servicio Municipal                          | Decreto 1-87 del Congreso de la República de Guatemala. Regula las relaciones entra la municipalidad y los servidores públicos en materia laboral. Tiene su base constitucional en el artículo 262 de la constitución que ordena la emisión de la misma. |
| 5   | Ley General de Descentralización                   | Decreto 14-2002 del Congreso de la República de Guatemala. Regula el deber constitucional del Estado, y por ende del municipio, de promover y aplicar la descentralización y desconcentración económica y administrativa.                                |

El gobierno de los municipios está a cargo de un Concejo Municipal mientras que el código municipal —ley ordinaria que contiene disposiciones que se aplican a todos los municipios— establece que «el concejo municipal es el órgano colegiado superior de deliberación y de decisión de los asuntos municipales […] y tiene su sede en la circunscripción de la cabecera municipal»; el artículo 33 del mencionado código establece que «[le] corresponde con exclusividad al concejo municipal el ejercicio del gobierno del municipio».
El concejo municipal se integra con el alcalde, los síndicos y concejales, electos directamente por sufragio universal y secreto para un período de cuatro años, pudiendo ser reelectos.
Existen también las Alcaldías Auxiliares, los Comités Comunitarios de Desarrollo (COCODE), el Comité Municipal del Desarrollo (COMUDE), las asociaciones culturales y las comisiones de trabajo. Los alcaldes auxiliares son elegidos por las comunidades de acuerdo a sus principios y tradiciones, y se reúnen con el alcalde municipal el primer domingo de cada mes, mientras que los Comités Comunitarios de Desarrollo y el Comité Municipal de Desarrollo organizan y facilitan la participación de las comunidades priorizando necesidades y problemas.
Los alcaldes que ha habido en el municipio son:
- 2016-2020: Juan Aguilar Luis

## Historia

### Leyenda sobre la fundación del poblado
Existe una leyenda sobre el origen del poblado, que se ha transmido por generaciones como parte de memoria colectiva de los indígenas y ladinos de Ostuncalco. Incluso, una variante de la misma leyenda se conoce en Concepción Chiquirichapa.  La versión más detallada fue recopilada y traducida del idioma mam al castellano por el investigador Benjamín Cush Chan en 1953, quien relata lo siguiente:  
| «Precisamente en el lugar en donde está asentado hoy día el pueblo de Ostuncalco, antiguamente había un gran lago a cuya orilla estaba el pueblo de Concepción Chiquirichapa. Unas personas que vivían en la loma de un cerro bastante elevado que estaba situado en frente de una montaña que se llamaba Twi sak´bajlak, se retiraron de la misma debido a que una ave que llamaban Twi — que era muy grande y tenía su nido en la montaña mencionada— llegaba a matar a los niños cuando sus padres se ausentaban del lugar, y se los llevaban a su nido para comérselos. Como no podían matar al animal porque su nido lo tenía en un peñasco muy alto, estas gentes abandonaron la loma dejando solo una campana grande, la que no se llevaron por motivo que no aguantaron transportarla y se trasladaron a la población de Concepción Chiquirichapa. Los vecinos de este pueblo no les dieron alojamiento, porque no había donde ponerlos, pues el único lugar disponible era el lago; el jefe que encabezaba a este grupo se llamaba Juan Diego López, quien pidió en nombre de todos que les dieran ese lago y que ellos se comprometían a quitar el agua. Los vecinos de Concepción Chiquirichapa aceptaron y se los dieron.» «Pensaron luego como sacar el agua y como Juan Diego López era muy sagaz y tenía un poder misterioso, arreglo unos palos largos en forma de cerbatana, los juntó y los puso con dirección al oriente; en eso tubos pasó el agua poco a poco al departamento de Sololá, que actualmente se llama lago de Panajachel o Atitlán. Cuando ya no había agua principiaron a hacer sus viviendas y al nuevo pueblo le pusieron por nombre San Juan, en honor a su fundador Juan Diego López, y como este llamaba a su gente por medio del Tun para que requieran es por eso que les pusieron Ostuncalco.» —Benjamín Cush Chan 1953 |

La campana que dejaron en la loma, que hoy se llama Twi campani [sobre la campana], se oye en la actualidad en los días festivos como el día de San Juan, Semana Santa y el día de los Santos.

### Tras la Independencia de Centroamérica
El Estado de Guatemala fue definido de la siguiente forma por la Asamblea Constituyente de dicho estado que emitió la constitución del mismo el 11 de octubre de 1825: «el estado conservará la denominación de Estado de Guatemala y lo forman los pueblos de Guatemala, reunidos en un solo cuerpo.  El estado de Guatemala es soberano, independiente y libre en su gobierno y administración interior.»
Ostuncalco fue uno de los municipios originales del Estado de Guatemala fundado en 1825; estaba en el departamento de Quetzaltenango/Soconusco, cuya cabecera era Quetzaltenango, y tenía los municipios de Quetzaltenango, Ostuncalco, San Marcos, Tejutla y Soconusco.
La constitución del Estado de Guatemala promulgada el 11 de octubre de 1825 —y no el 11 de abril de 1836, como numerosos historiadores han reportado incorrectamente — creó los distritos y sus circuitos correspondientes para la administración de justicia según el Código de Lívingston traducido al español por José Francisco Barrundia y Cepeda; Ostuncalco era la sede del distrito del mismo nombre.

### El efímero Estado de Los Altos

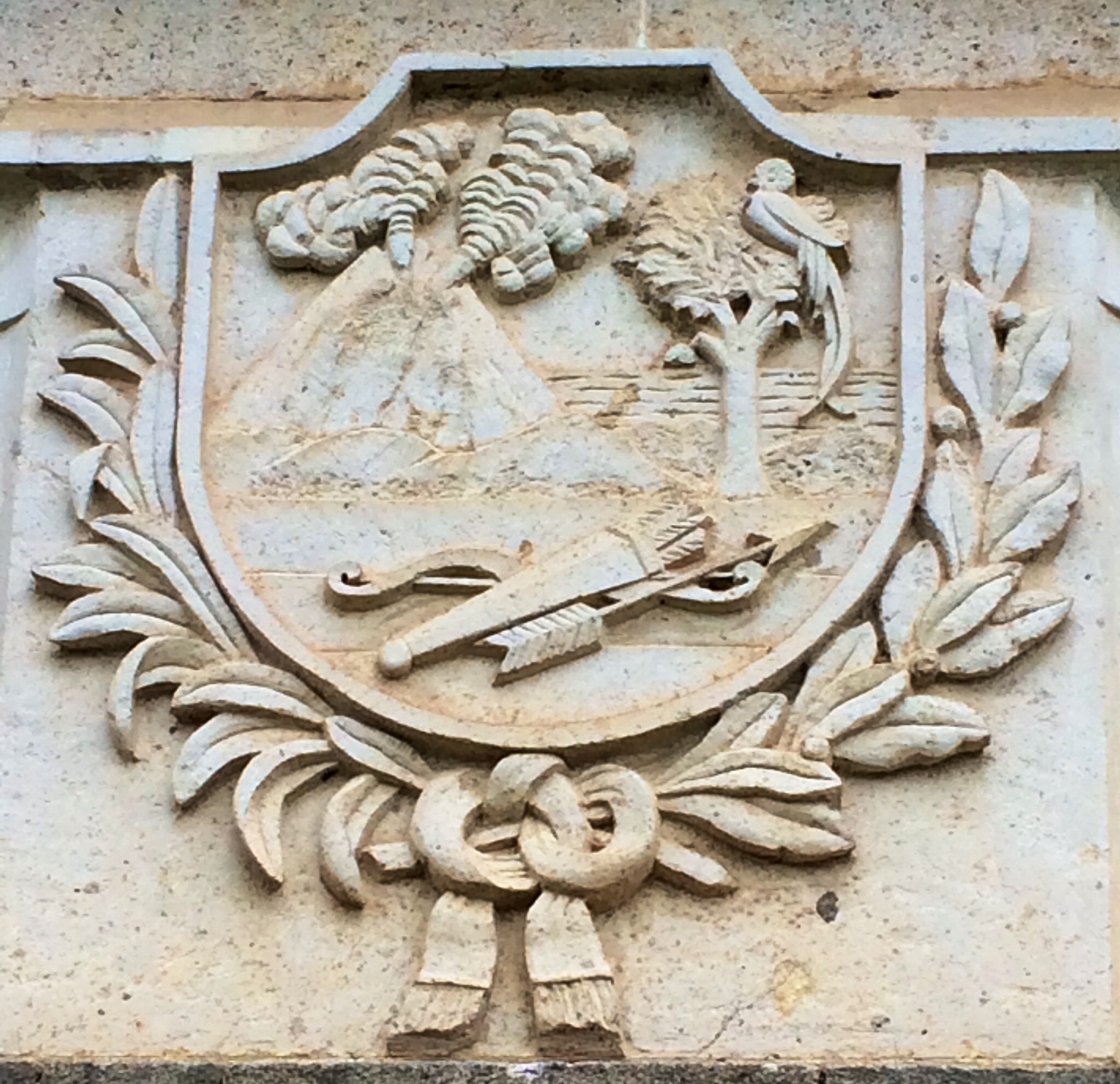
Escudo del Estado de los Altos

A partir dl 3 de abril de 1838, San Juan Ostuncalco fue parte de la región que formó el efímero Estado de Los Altos, el cual fue autorizado por el Congreso de la República Federal de Centro América el 25 de diciembre de ese año forzando a que el Estado de Guatemala se reorganizara en siete departamentos y dos distritos independientes el 12 de septiembre de 1839:
- Departamentos: Chimaltenango, Chiquimula, Escuintla, Guatemala, Mita, Sacatepéquez, y Verapaz
- Distritos: Izabal y Petén[20]

Las revueltas indígenas en el Estado de Los Altos fueron constantes y alcanzaron su punto crítico el 1.º de octubre de 1839, en Santa Catarina Ixtahuacán cuando tropas altenses reprimieron una sublevación y mataron a cuarenta vecinos. Encolerizados, los indígenas acudieron al caudillo conservador Rafael Carrera, en busca de protección. Por otra parte, en octubre de 1839 la tensión comercial entre Guatemala y Los Altos dio paso a movimientos militares; hubo rumores de que el general Agustín Guzmán, un militar mexicano que estaba al mando de las Fuerzas Armadas de Los Altos, estaba organizando un ejército en Sololá con la intención de invadir Guatemala, lo que puso en máxima alerta.
Tras algunas escaramuzas, los ejércitos se enfrentaron en Sololá el 25 de enero de 1840; Carrera venció a las fuerzas del general Agustín Guzmán e incluso lo apresó mientras que el general Doroteo Monterrosa venció a las fuerzas altenses del coronel Antonio Corzo el 28 de enero.  El gobierno quetzalteco colapsó entonces, pues aparte de las derrotas militares, los poblados indígenas abrazaron la causa conservadora de inmediato; al entrar a Quetzaltenango al frente de dos mil hombres, Carrera fue recibido por una gran multitud que lo saludaba como su «libertador».
Carrera impuso un régimen duro y hostil para los liberales altenses, pero bondadoso para los indígenas de la región —derogando el impuesto personal— y para los eclesiásticos restituyendo los privilegios de la religión católica. El 26 de febrero de 1840 el gobierno de Guatemala colocó a Los Altos bajo su autoridad y el 13 de agosto de nombró al corregidor de la región, el cual servía también como comandante general del ejército y superintendente.

### SigloXXI: Mancomunidad Metrópoli de Los Altos
Esta entidad se formó en el siglo xxi, cuenta con una extensión territorial de 871.06 km² y está compuesta por una población total de 364,258 habitantes. La Mancomunidad está conformada por los municipios de San Andrés Xecul y Totonicapán en el departamento de Totonicapán y por los municipios de San Carlos Sija, Sibilia, La Esperanza, San Juan Ostuncalco, Quetzaltenango, Zunil y Salcajá en el departamento de Quetzaltenango, los cuales se adhirieron a la entidad voluntariamente. Los municipios son representados a través de sus Consejos Municipales y «promueve el desarrollo local, integral y sostenible de los municipios integrantes mediante la formulación de políticas públicas municipales, planes, programas y proyectos, la ejecución de obras y la prestación eficiente de los servicios de su competencia, en forma individual y conjunta».

## Educación
El Municipio cuenta con cuarenta y seis establecimientos educativos distribuidos de la siguiente manera. Nivel pre-primario en el área urbana con dos establecimientos, pre primario-primario urbano con tres establecimientos, nivel primario urbano con seis establecimientos, nivel primario rural con veintiocho establecimientos, nivel básico urbano con cuatro establecimientos, nivel básico rural con dos establecimientos y el nivel básico-diversificado urbano con un establecimiento. Además es importante mencionar que existe un número de comunidades que no cuenta con infraestructura educativa. El nivel de escolaridad de la población del municipio es deficiente, ya que solamente el 42.11% ha cursado la educación primaria completa o algún grado de ella y el 46.46% no ha tenido acceso. En el nivel pre-primario solamente el 7.41% ha tenido acceso a este nivel educativo. En el nivel diversificado ha tenido acceso únicamente el 3.55% y en el nivel universitario solamente el 0.47% ha tenido acceso al nivel de educación superior.
La población alfabeta existente en el municipio asciende al 52.50% mientras que la población analfabeta es de un 47.50%, tomando en cuenta a la población mayor de 14 años de edad, que es la que está en capacidad de aprender a leer y a escribir, siendo la mayor parte de la población analfabeta, la población femenina del área rural. El nivel de educación primaria es el que más demanda tiene por parte de la población estudiantil del municipio, siguiéndole el nivel de pre-primario bilingüe y de español. Tomando en cuenta que la población del municipio en su mayoría pertenece a la etnia indígena mam, es necesario apoyar la creación de programas de educación bilingüe para cubrir a más sectores de la población estudiantil.

## Salud
Según el Centro de Salud del municipio, las causas más importantes por las cuales se enferma la población son las malas condiciones ambientales, por falta de letrinas en el área rural y plantas de tratamiento de aguas servidas en el área urbana, ya que únicamente el 30% de las viviendas localizadas en el área rural cuentan con letrinas y el 2% con drenajes, de un total de viviendas de 7,012. El agua que toman no es potable, únicamente entubada y quedan un total de ocho comunidades que no tienen el servicio de agua, lo cual ha provocado que el índice mayor de mortalidad sea por enfermedades respiratorias y gastrointestinales, neumonía, deshidratación, diarrea, desnutrición crónica.
El municipio cuenta con un centro de salud y tres puestos de salud que apenas cubren un 50% de la población, siendo la población rural la menos atendía.
En el ámbito de la cabecera municipal existen únicamente dos clínicas privadas, diez farmacias y una venta de medicinas. En el área rural existen farmacias en la Aldea la Victoria, Aldea Varsovia, Caserío Buena Vista y Caserío los Romero.
Tal como se indicó, la causa principal de esta situación es la calidad del agua, ya que no recibe ningún tratamiento. En el ámbito de la cabecera municipal, el 98% de las viviendas están conectadas al servicio, pero algunos sectores reciben agua durante determinadas horas del día, lo cual se debe principalmente a la mala situación en que se encuentra la red de distribución de energía eléctrica que provoca altas y bajas de energía eléctrica.
La fuente principal de abastecimiento del sistema de agua en el área urbana es: El pozo perforado en el Barrio el Calvario que tiene una capacidad para 3,00 servicios. El sistema funciona a través de bombeo, lo que incrementa sus costos de operación y funcionamiento. En el área rural el servicio de agua es entubada y generalmente no se paga por el servicio en la mayoría de las comunidades existiendo algunas como: Aldea Sigüila y la Esperanza que si pagan por el servicio.
Aunque actualmente en la cabecera municipal el agua no está siendo tratada, los exámenes bacteriológicos demuestran que el agua es de buena calidad. A nivel del área rural únicamente el 60% de las comunidades tienen agua entubada, mientras que el resto de ellas cada familia resuelve el problema de abastecimiento por su propia cuenta, habiéndose constituido la demanda del servicio en una fuerte presión para la municipalidad.
Otro problema grave que presenta la municipalidad es el drenaje en la cabecera municipal cuya situación es la siguiente: La existencia de varios desfogues que carecen de planta de tratamiento, lo que está intensificando la contaminación ambiental.
En lo que respecta a la basura se cuenta con un tren de aseo municipal para las calles, avenidas y mercado. Generalmente la basura se utiliza como abono orgánico o tirada en cualquier lugar, lo cual se está convirtiendo en un grave problema de contaminación, para lo cual la municipalidad administra y dirige la planta de tratamiento de residuos sólidos y sistema de recolección domiciliar, que es la encargada de darle un manejo y tratamiento adecuado a los residuos, lo que está permitiendo que actualmente se esté produciendo abono orgánico de buena calidad y que esta planta de tratamiento sea visitada por autoridades y organizaciones de los departamentos del occidente del país.

## Cultura
Con la introducción masiva de valores occidentales en el altiplano guatemalteco a partir de la década de 1940, los tradicionales patrones culturales de los mames de San Juan Ostuncalco han entrado en un proceso de cambio.[cita requerida]

### Celebraciones religiosas
La virgen de la cultura maya en San Juan Ostuncalco se manifiesta en gran número de lugares de ceremonias, también llamados «Lugares de costumbre». De acuerdo a una recopilación realizada por Luis Vásquez en el año de 1991, se conocen aproximadamente cien lugares ceremoniales en el ámbito del municipio; la mayoría de ellos están localizados en cerros, en los nacimientos de agua y en los terrenos de cultivo o cruceros de los caminos.[cita requerida]
Las principales celebraciones de Ostuncalco son:
| Nombre                                | Fecha            | Descripción                                                                       | Tipo             |
| ------------------------------------- | ---------------- | --------------------------------------------------------------------------------- | ---------------- |
| día del Señor de Esquipulas           | 15 de enero      | Celebración de las aldeas Varsovia y Espumpuja                                    | Católica         |
| Día de San Sebastián Mártir           | 19 y 20 de enero | Celebración de la aldea Monrovia                                                  | Católica         |
| Día de Candelaria                     | 2 de febrero     | Finalización de las festividades de Navidad                                       | Católica         |
| Semana Santa                          | marzo o abril    | Se elaboran alfombras de aserrín y arcos ceremoniales para el paso de procesiones | Católica         |
| La Ascensión                          | Mes de mayo      | En honor al Dios de los Cielos; también se suplica por la buena cosecha           | Pueblos mayenses |
| Día de la Cruz                        | Mes de mayo      | Se súplica por la buena salud y las buenas cosechas                               | Pueblos mayenses |
| Día de San Antonio                    |                  | Fiesta de la zona 3 de la cabecera municipal                                      | Católica         |
| Fiesta de Jesús de la buena Esperanza |                  | Fiesta de la aldea La Esperanza                                                   | Católica         |
| Dulce Nombre de Jesús                 |                  | Fiesta de la aldea Siguila                                                        | Católica         |
| Día de San Juan Bautista              | 24 de junio      | Celebración religiosa en honor al santo                                           | Católica         |
| Virgen del Carmen                     | 16 de julio      | Celebración con «Baile de Gigantes»                                               | Católica         |
| Día de San Cristóbal                  | 30 de julio      | Celebrada por los pilotos de autobuses.                                           | Pagana           |
| Día de Guadalupe                      | 12 de diciembre  | Fiesta en la aldea La Victoria, en honor a la patrona de México.                  | Católica         |

Otras celebraciones:
- 15 de septiembre día de la Independencia.
- 24 de diciembre Noche Buena.
- 25 de diciembre Navidad.
- 31 de diciembre Fiestas de Fin de Año.
- 1 de enero Año Nuevo
- Aniversario del Club Audaz (última semana de noviembre)
- Aniversario del Club Devoradores (Semana Santa)

## Economía
Entre las principales actividades económicas que realiza la población del municipio de San Juan Ostuncalco están la agricultura, la producción y comercialización de productos cárnicos, la producción artesanal y el comercio.
La mayoría de la población de dedica a la actividad agrícola y los cultivos más importantes son: maíz, papa, frijol, haba, hortalizas y frutales. Una parte de esta producción es destinada al consumo familiar, principalmente los granos básicos y las hortalizas. En especial la papa es destinada al mercado local, nacional e internacional. Los rendimientos y rentabilidad de estos cultivos son bajos, tomando en cuanta las características del suelo, uso intensivo de insumos y agroquímicos, erosión y tecnología tradicional utilizada en los procesos productivos, lo que ha causado que los productores agrícolas sean personas que tengan bajos ingresos económicos. Además existe un centro de acopio de la papa, que se encuentra localizado en la Cumbre de la Aldea La Esperanza, a la altura del Kilómetro 220 de la carretera a San Marcos, sin la infraestructura adecuada y solamente aprovechando la posición estratégica del lugar donde se reúnen de manera informal a la orilla de la carretera para realizar las actividades de compra y venta del producto. Funciona los días miércoles y sábados con gran influencia de intermediarios y transportistas de la región y de la ciudad capital, para la compra-venta de la papa en grandes volúmenes en donde también intervienen transportistas y comerciantes de Almolonga y de la cabecera Municipal.
En relación con la producción ganadera, existe una gran cantidad de familias que se dedican a la crianza y engorde de ganado porcino y avícola, cuyos mercados principales son el local, departamental y una parte del mercado de la ciudad capital.
También es importante mencionar que una de las actividades económicas que ha logrado desarrollar un sector de la población es la compra de ganado vacuno y su posterior transformación en productos cárnicos, lo que le ha permitido al municipio atraer compradores de este producto, principalmente el día de mercado que se realiza el día domingo de cada semana, solamente con el inconveniente actual de que los servicios e infraestructura del rastro municipal no están tecnificados en sus procesos de matanza y destace.
Otra actividad económica importante es la producción artesanal, la fabricación de muebles de mimbre, pita, madera y tejidos, productos que son ya muy famosos, ya que son adquiridos por población localizada en otros municipios y departamentos.
En la relación a la actividad comercial, esta se realiza principalmente el día domingo, que es el día de mercado tradicional del municipio, donde se realizan las transacciones comerciales más importantes y en donde se reúnen pobladores de las comunidades, del municipio y de otros departamentos del occidente del país, para la compra de productos agrícolas, animales domésticos y especies pecuarias, artesanías, muebles, tejidos, etc.
No existen días de mercado en las aldeas, a excepción del lugar conocido como la Cumbre, de la Aldea La Esperanza, donde funciona de manera informal y tradicional un centro de acopio de papa, en donde intermediarios compran el producto que luego trasladan y exportan al Salvador, Honduras y Nicaragua.

## Idioma
En el municipio se hablan dos idiomas, siendo el idioma principal del municipio el Idioma Español y secundario la lengua Maya Mam. Asimismo en muchos centros educativos están enseñando a escribir el idioma Maya Mam como también el idioma inglés.
En monrovia la mayoría hablan el mam porque es el idioma materno de todos o enseñado por los abuelos o padres de familia. En la aldea Agua Blanca casi la mayoría hablan el idioma Maya Mam porque los abuelos o los padres así les enseñaban hablar a sus hijos.

## Recursos naturales
Los suelos del área municipal corresponden a la división fisiográfica Altiplanicie Central, en donde se ubican gran parte de las aldeas, Varsovia, Monrovia y la Victoria, así como la cabecera municipal, son suelos Quetzaltenango y su fase quebrada, tipo IIB. Son suelos profundos, en relieves casi planos y ocupan valles o bolsones entre las montañas.
Presentan una acumulación de ceniza (capa pomácea), probablemente depositada durante el tiempo que se formó el volcán Santa María. Este depósito, en la mayoría de los lugares, llega a más de 100 metros de profundidad y es de una composición relativamente uniforme.
La mayor parte del suelo en el municipio y sus aldeas es utilizado para la producción agrícola, principalmente en la producción de papa y hortalizas, que son comercializados en un 100% al mercado local, nacional e internacional. El maíz, el frijol y el haba son producidos y son destinados al autoconsumo, ya que forman parte de la dieta familiar, llegando al mercado de San Juan Ostuncalco y mercados circunvecinos los excedentes.
En la región del municipio de San Juan Ostuncalco, gran parte de sus suelos son utilizados para la producción agrícola, con uso intensivo de insumos y dadas las características fisiográficas de los mismos, han ocasionado que los sistemas de producción, contribuyan a acelerar los problemas de deforestación, erosión y bajos rendimientos, dado que estos suelos son de vocación forestal. La tierra es de baja retención de humedad, arenosa y con predominancia de bosques.
Los otros usos que se le dan a los suelos son: La explotación y comercialización de arena poma para la elaboración de block y otros materiales de construcción, ya que en el municipio existen varias minas de explotación de este recurso, entre las que se pueden mencionar las localizadas en la salida a Quetzaltenango, que se encuentran a la orilla de la carretera asfaltada y que son aproximadamente tres, y las que se encuentran localizadas en la salida hacia San Marcos en el lugar conocido como los Alonso.